# Paul A. Kaufman
Paul A. Kaufman (geboren 2. Dezember 1964 in London, England) ist ein englisch-kanadisch-amerikanischer Regisseur, Filmproduzent, Drehbuchautor, Schauspieler und Emmy-Preisträger.

## Leben und Karriere
Paul A. Kaufman ist ein Bürger des Vereinigten Königreichs, der Vereinigten Staaten und Kanadas. Er studierte Schauspielerei im Actors Studio, New York und gab sein Regiedebüt in seinem lang gehegten Projekt Run the Wild Fields für Showtime, das zahlreiche kritische Auszeichnungen erhielt, darunter einen Emmy Award als Bester Regisseur. Er hat 60 Stunden Fernsehfilmmaterial geleitet und produziert, darunter Tatort Schlafzimmer (1995) und Auf den Spuren Batmans (2003) und als Drehbuchautor hat er bei mehreren Drehbüchern dieser Filme mitgeholfen.
Er ist Mitglied der Directors Guild of America, der BAFTA, der Writers Guild of America, der Academy of Television Arts and Sciences, der Directors Guild of Canada und der Producers Guild of America und ist bei diesen Verbänden aktiv. Außerdem hat er 9 Preise und 13 Nominierungen erhalten.

## Filmografie (Auswahl)

### Filmregisseur
- 1992: Hollywood Anthologies
- 2000: Weites Feld der Hoffnung
- 2003: Auf den Spuren von Batman
- 2007: My Name Is Sarah
- 2011: Magic Beyond Words – Die zauberhafte Geschichte der J. K. Rowling
- 2017: The Christmas Cottage

### Produzent
- 1991: Harvey Shine Presents
- 1995: Tatort Schlafzimmer (Dangerous Intentions), auch Schauspieler
- 1996: Wenn Herzen brechen
- 2000: Weites Feld der Hoffnung
- 2003: Auf den Spuren von Batman (auch Schauspieler)
- 2006: Honeymoon with Mom
- 2017: The Christmas Cottage

### Drehbuchautor
- 1998: Durst – Die Epidemie